# County Roscommon
County Roscommon (Irsk: Contae Ros Comáin) er et county i provinsen Connacht i Republikken Irland. County Roscommon omfatter et areal på 2.547 km² med en samlet befolkning på 58.768 (2006). Der er mange vandløb, søer, moser og skove.
County Roscommon ligger mellem floderne Shannon i øst og den mindre flod Suck i vest. Suck skiller County Galway og Coynty Roscommon fra hverandre, og udmunder i floden Shannon.
De fleste af indbyggerne er beskæftiget med landbrug og i fødevareindustrien. Turismen er i udvikling og får efterhånden større betydning.
Hovedbyen Roscommon med 5.017 indb. i 2006, har sin oprindelse fra helgenen St. Coman, som byggede et kloster her i det 5. århundrede. De nærliggende skovområder blev kendt kom St. Coman's Wood eller Ros Comáin på irsk. Den irske betegnelse for St. Comans Skov blev senere anglificeret, hvorefter byen fik navnet Roscommon.

## Seværdigheder
Slottet i byen Roscommon, fra 1269, er en anglonormannisk fæstning.
Rindown Castle er en borgruin fra 1200-tallet på en halvø på vestsiden af søen Lough Ree, nord for Athlone.
Lidt uden for Boyle ligger ruinerne af Boyle Abbey, fra 1161, som var Cistercienserordenens første kloster i Connacht. Klosteret blev nedlagt i 1569.